# Groupe Ionis
Groupe Ionis és un grup privat d'educació superior a França. Va ser creat el 1980 i el 2023 tenia més de 35,000 estudiants i 100,000 exalumnes. Hi ha 29 universitats d'educació addicionals en el grup.
El 2010, segons Le Nouvel Économiste, és el primer "operador privat d'educació superior".
A Espanya, el grup té un campus a Barcelona i a Madrid.

## Universitats

### Col·legis d'enginyeria
- Concours Advance
- École pour l'informatique et les techniques avancées
- École pour l'informatique et les nouvelles technologies
- ESME Sudria
- IA Institut
- Institut polytechnique des sciences avancées
- Sup’Biotech
- E-Artsup
- Epitech Digital
- Epitech Executive
- IONIS school of technology and management
- Coding Academy
- SecureSphere by EPITA
- SUPINFO[6]
- Web@cademie

### Escoles de negocis
- ISG Business School
- ISG Luxury Management
- ISG RH
- ISG Sport Business Management
- ISEG
- ICS Bégué
- Institut supérieur européen de formation par l'action
- MOD'SPE Paris
- XP, the international esport & gaming school

### Altres
- École des technologies numériques avancées
- Fondation IONIS
- IONIS 361
- IONISx
- PHG Academy